# Divlje jezero (Slovenija)
Divlje jezero (slo.: Divje jezero) je jezero i kraški izvor u blizini Idrije u zapadnoj Sloveniji. Jezero je izvor rijeke Jezernice, pritoke Idrijce, ujedno i najkraće rijeke u Sloveniji (dužine samo 55 metara). Voda teče ispod zemlje kroz strmo nagnuti tunel koji je istražen do dubine od 160 metara. Za obilnih kiša protok povremeno prelazi 60 kubičnih metara u sekundi, međutim za niskog vodostaja nema istjecanja vode iz jezera. Godine 1967. jezero je zaštićeno kao spomenik prirode, a 1972. uređeno je kao prvi slovenski prirodoslovni muzej.

## Vanjske poveznice
- Divje jezero - skrivnostne globine jezera brez dna, pristupljeno 2. rujna 2024.